# Parangitia temperata
Parangitia temperata là một loài bướm đêm trong họ Noctuidae.